# Lena Hallengren
Lena Hallengren, née le 25 décembre 1973 à Kalmar, est une femme politique suédoise, ministre de la Santé et des Affaires sociales de Suède depuis 2019.

## Carrière
Lena Hallengren fait ses débuts en politique en étant élue conseillère municipale de sa ville natale, Kalmar. En 2001, le premier ministre suédois Göran Persson la nomme représentante adjointe lors de la Convention sur l'avenir de l'Europe. Quelques mois plus tard, elle rejoint le cabinet ministériel de l'Éducation, devenant ministre d'État chargée du périscolaire et de l'enseignement pour les adultes, poste qu'elle conserve jusqu'en 2006.
En 2006, elle est élue membre du Riksdag pour la circonscription de Kalmar. Elle conserve son mandat lors des élections de 2010, de 2014 et de 2018.
Le 8 mars 2018, elle est nommée Ministre de Enfants, des personnes âgées et de l'égalité du Gouvernement Löfven. En janvier 2019, lors d'un remaniement ministériel, elle est transférée au Ministère de la Santé et des Affaires sociales.